# Donji Kašić
Donji Kašić je naselje u Ravnim kotarima i koje u administrativnom sastavu, pripada gradu Benkovcu. 
Kašić se nalazi 20 km sjeveroistočno od grada Zadra i 15 km sjeverozapadno od grada Benkovca a susjedna sela su mu  Islam Grčki, Paljuv, Smilčić i Donje Biljane. 

## Povijest
Donji Kašić nastaje od dijela stanovništva žegarskih zaseoka koji su se 1647. godine pod vodstvom harambaše Janka Mitrovića (oca Janković Stojana, Ilije i Zaviše) naselili u Ravne kotare, najprije u Budin (bivše naselje na prostoru Podgradine), a 1670. godine naseljavaju Islam, Kašić i Zemunik. [nedostaje izvor]
Prvi put Kašić se spominje 1683. godine kao mjesto održavanja morlačkog zbora kotarskih uskoka (po predanju na mjestu današnje crkve Sv. Ilije) na kojem je donesena odluka o ustanku kotarskih uskoka i oslobađanju Dalmacije od Turaka. Organizator ustanka i prvi vođa morlačkih ratnika Ravnih kotara je bio Ilija Janković, a malo kasnije su mu se posle neuspješnog odvraćanja pridružila i braća, kotarski serdari Stojan Janković i Zaviša Janković, obojica mletački kapetani i kavaljeri Sv. Marka. Ravnokotarani u Kandijskom ratu (1645. – 1669.) sudjeluju u obrani Šibenika i Zadra, kao i u oslobađanju Klisa, a kasnije u Morejskom ratu ( 1684. – 1699.) u oslobađanju Obrovca, Plavna, Ostrovice, Benkovca, Drniša, Skradina, Knina, Sinja, Zadvarja i Makarske. [nedostaje izvor]
Oslobođeni krajevi Dalmacije su najprije Karlovačkim mirom (1699.) a kasnije Požarevačkim mirom (1718.) i novim razgraničenjem između Turske i Mletaka, linijom Mocenigo, pripali Mletačkoj Republici. 

## Stanovništvo
| broj stanovnika | 218   |       | 253   | 196   | 230   | 317   | 545   | 482   | 711   | 750   | 846   | 823   | 810   | 765   | 4     | 63    | 69    |
|                 | 1857. | 1869. | 1880. | 1890. | 1900. | 1910. | 1921. | 1931. | 1948. | 1953. | 1961. | 1971. | 1981. | 1991. | 2001. | 2011. | 2021. |

## Crkva
U Kašiću se nalazi parohijska pravoslavna crkva Sv. Ilije sagrađena 1872. godine s pomjesnim crkvenim grobljem, koje pripada stanovnicima Islama Latinskog i Grčkog, Kašića i Veljana. Paroh crkve je protonamjesnik Mile Savičić.
Crkva se obnavlja nakon velikih oštećenja u Domovinskom ratu 1991. – 1995. dobrovoljnim prilozima sadašnjih i raseljenih stanovnika Islama Latinskog i Grčkog, Kašića, Veljana, Zemunika i drugih ravnokotarskih sela. 
Svake godine, ispred crkve, na dan 2. kolovoza se održava veliki narodni zbor u slavu proroka Sv. Ilije.

## Šesterolisna crkva
Na lokalitetu Mastirine se nalazi arheološki istražena crkva šesterolisnog tlocrta sagrađena u 9. stolječu, posvećena vjerojatno Sv. Mihovilu Arhanđelu. Crkvu je istraživao Stjepan Gunjača u razdoblju 1955. – 57. i rezultati istraživanja publicirao Dušan Jelovina (1982.) i Vedrana Delonga (1988.). Crkva na Mastirinama je jedna od skupini nekoliko šesterolisnih dalmatinskih crkava koje možemo naći u Hrvatskoj u Pridrazi, Škabrnji, Trogiru, Splitu, Brnazima i Zadru i u Rogačićima u Bosni. Ove crkve predstavljaju izraziti regionalni građevinski tip predromaničke sakralne arhitekture u ranosrednjovjekovnoj Dalmaciji.